# ジョフロワ2世 (ブルターニュ公)

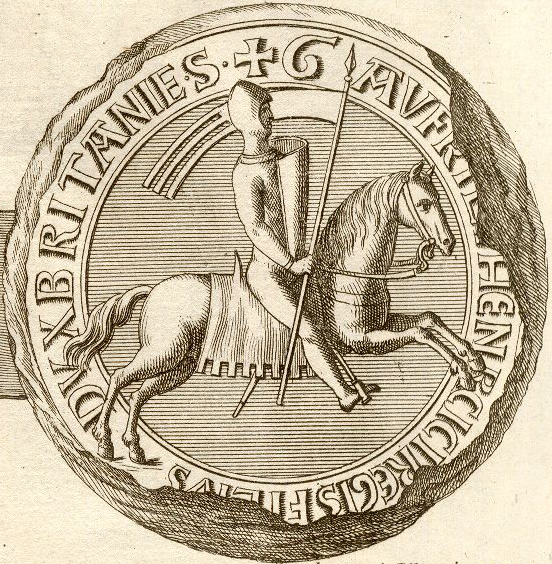
ブルターニュ公ジョフロワ2世のシール

ジョフロワ2世（Geoffroy II、ブルトン語: Jafrez II、 1158年9月23日 - 1186年8月19日）は、イングランド・プランタジネット朝の王族、フランスの貴族。英語名はジェフリー（Geoffrey）。ブルターニュ女公コンスタンスと結婚し、ブルターニュ公（在位：1181年 - 1186年）およびリッチモンド伯となった。
イングランド王ヘンリー2世と妃アリエノール・ダキテーヌの四男。異父姉にマリー、アリックス、同父母の兄弟姉妹では兄にウィリアム、若ヘンリー王、リチャード1世、姉にマティルダ、弟にジョン、妹にエレノア、ジョーンがいる。

## 生涯
1166年、ブルターニュを狙う父の策略でブルターニュ公コナン4世の娘コンスタンスと婚約、1169年には2人の兄と共に父にフランスのモンミライユへ連れられ、アンジュー帝国における大陸領でフランス王ルイ7世へ臣従、1170年に領土相続を決めた父からブルターニュの継承を認められた。しかし両親が不仲になると母が主催したポワティエの宮廷で過ごし、1173年に次兄若ヘンリー王が父に反乱を起こすと、母とルイ7世の後ろ盾を得て三兄リチャード（後のリチャード1世）と共に反乱に加勢した。だが父の反撃で反乱が鎮圧されると降伏、母は幽閉されたがブルターニュ領有を認められ、1175年にリチャードと共に父へ臣従した。
1182年、リチャードのアキテーヌ公領所有に不満を持つ若ヘンリー王が父やリチャードに反抗すると、若ヘンリー王を宥めることを優先した父の命令で次兄に臣従の誓いを捧げたが、リチャードが臣従せず若ヘンリー王と対立すると次兄について父と争った。だが翌1183年に次兄は病死し、ジョフロワもブルターニュに逃亡した。
若ヘンリー王の死後、父がアキテーヌをリチャードから末弟ジョンに譲らせることを画策、反発したリチャードと父との抗争においてはジョンと共に父側につきリチャードと争った。翌1184年のアンジュー帝国の領土相続を話し合った家族会議では他の兄弟と協調姿勢を取ったが、内心ジョンを優遇する父の相続方針に不満だったためフィリップ2世に接近、1186年にフィリップ2世の招待に応じてフランスで過ごした。
同年8月、パリにおいて馬上槍試合中に落馬して死去（熱病により死去したとも言われている）、死後7ヶ月後に長男アルテュール（アーサー）が生まれた。1199年の三兄リチャード1世の死後、弟ジョンがイングランド王位に就いているが、リチャード1世は第3回十字軍参加前、ジョフロワの遺児でブルターニュ公位を継いだアルテュールを後継者に考えていた（後にリチャード1世はジョンを後継者とした）。アルチュールは1203年にジョン王により暗殺されたとみられている。
ジョフロワはジョンと似た者同士と言われ、低い背と浅黒い肌で文才も騎士としての器量も無かったとされるが、トルヴェールのガス・ブリュレと宮廷詩を交わし合い、狡猾で弁舌が巧みで人を騙すことに長けていた。母のポワティエの宮廷で共に過ごした異父姉マリー・ド・シャンパーニュにその才智を愛され、彼女はジョフロワの葬儀に出席している。

## 子女
1181年7月にコンスタンスと結婚し、1男2女をもうけた。
- エレオノール（エレノア、1184年 - 1241年）
- マティルド（マティルダ、モード、1185年 - 1189年）
- アルテュール（アーサー、1187年 - 1203年） - ブルターニュ公